# Owariasahi
Owariasahi (japanisch 尾張旭市, -shi) ist eine Stadt in der Präfektur Aichi auf Honshū, der Hauptinsel von Japan. Der Namensvorsatz Owari verweist auf die Provinz Owari, die heute der Präfektur Aichi entspricht.

## Geographie
Owariasahi liegt nordöstlich von Nagoya.

## Geschichte
Der Ort produziert Seto-Keramik, weist aber auch Unternehmen in der Maschinen- und Metallindustrie. Der Shinrin Prefectural Park befindet sich auf den Hügeln der nordwestlichen Sektion.
Der Ort erhielt am 1. Dezember 1970 Stadtrecht.

## Weblinks

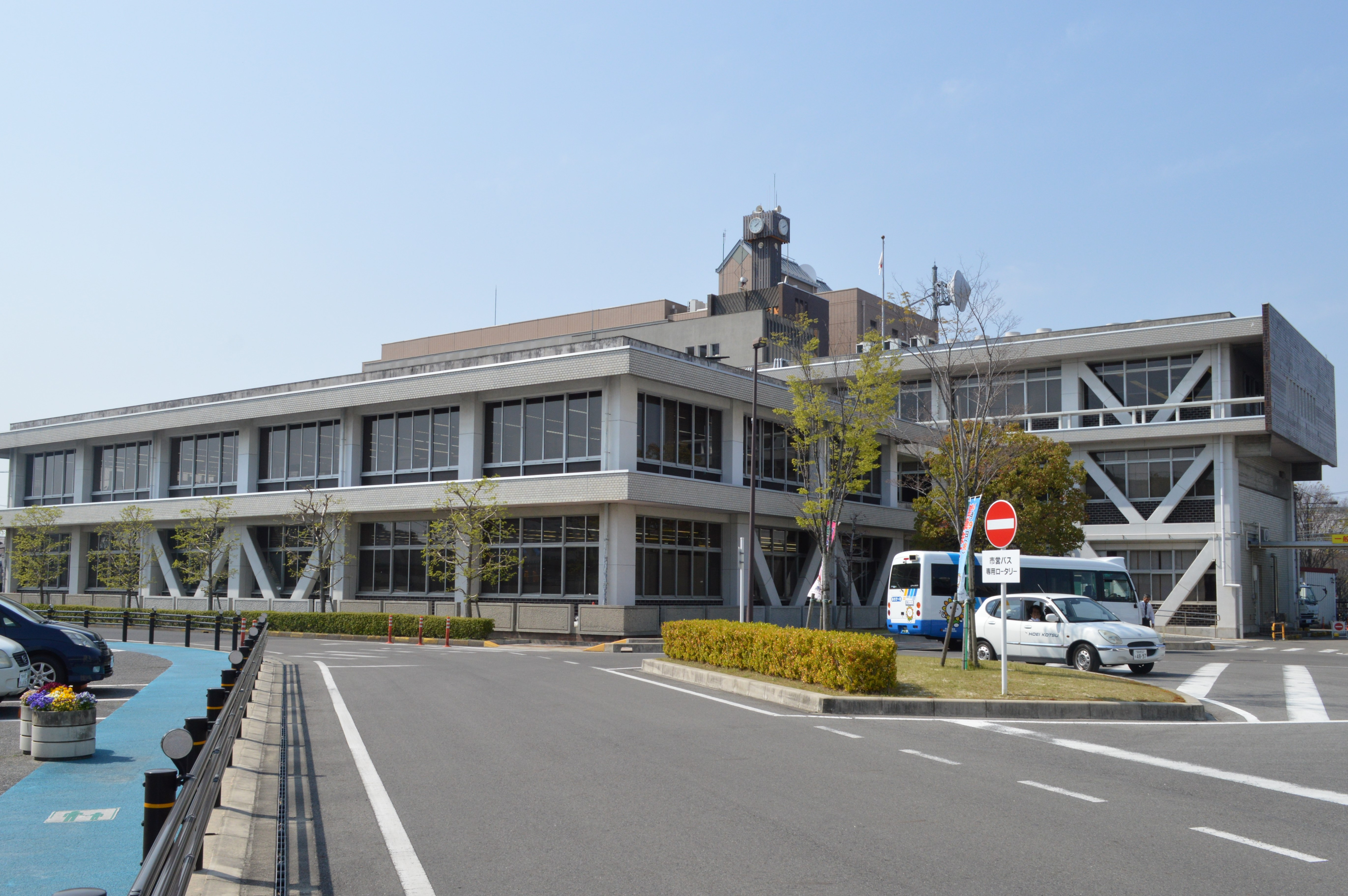
Rathaus von Owariasahi

## Verkehr
- Zug:
  - Meitetsu Seto-Linie
- Straße:
  - Nationalstraße 363

## Angrenzende Städte und Gemeinden
- Nagoya
- Seto (Aichi)
- Nagakute

## Persönlichkeiten
- Shōta Tamura (* 1995), Fußballspieler